# Locoal-Mendon
Locoal-Mendon ist eine französische Gemeinde mit 3529 Einwohnern (Stand 1. Januar 2022) im Département Morbihan in der Region Bretagne.

## Geographie
Die Gemeinde liegt im Südwesten des Départements zwischen den Agglomerationen von Lorient und Vannes, ca. fünf Kilometer nordwestlich der Stadt Auray.
Locoal-Mendon grenzt im Norden an die Gemeinde Landaul, im Osten an Brech, im Süden an Ploemel und Erdeven, im Südwesten an Belz sowie im Westen an den Étel, einen Küstenfluss, der sich im Mündungsgebiet zu einer verzweigten Meeresbucht (Ria d’Étel) ausweitet. Die westlichen Gemeindeteile erstrecken sich als Halbinseln in diese Bucht.

## Geschichte
Aus prähistorischer Zeit finden sich in der Gemeinde mehrere Dolmen (Dolmen Mané-er-Loh und Dolmen von Locqueltas).
Der Ortsteil Locoal geht auf eine Einsiedelei des Heiligen Goal zurück, eines englischen Mönches, der gegen 631 n. Chr. zur christlichen Missionierung in diese Gegend kam. Mendon entstand im 10. Jahrhundert durch eine Aufteilung des Gebietes von Ploemel. Die Angliederung von Locoal an Mendon unter dem Namen Locoal-Mendon erfolgte im Jahr 1806 durch napoleonischen Beschluss.

## Bevölkerungsentwicklung
| Jahr                       | 1962 | 1968 | 1975 | 1982 | 1990 | 1999 | 2011 | 2019 |
| Einwohner                  | 1782 | 1750 | 1665 | 1881 | 2080 | 2182 | 3167 | 3464 |
| Quellen: Cassini und INSEE |      |      |      |      |      |      |      |      |

## Sehenswürdigkeiten
- Halbinsel Locoal
- Kirche Saint-Goal (Locoal)
- Kirche Saint-Pierre (Mendon)[2]

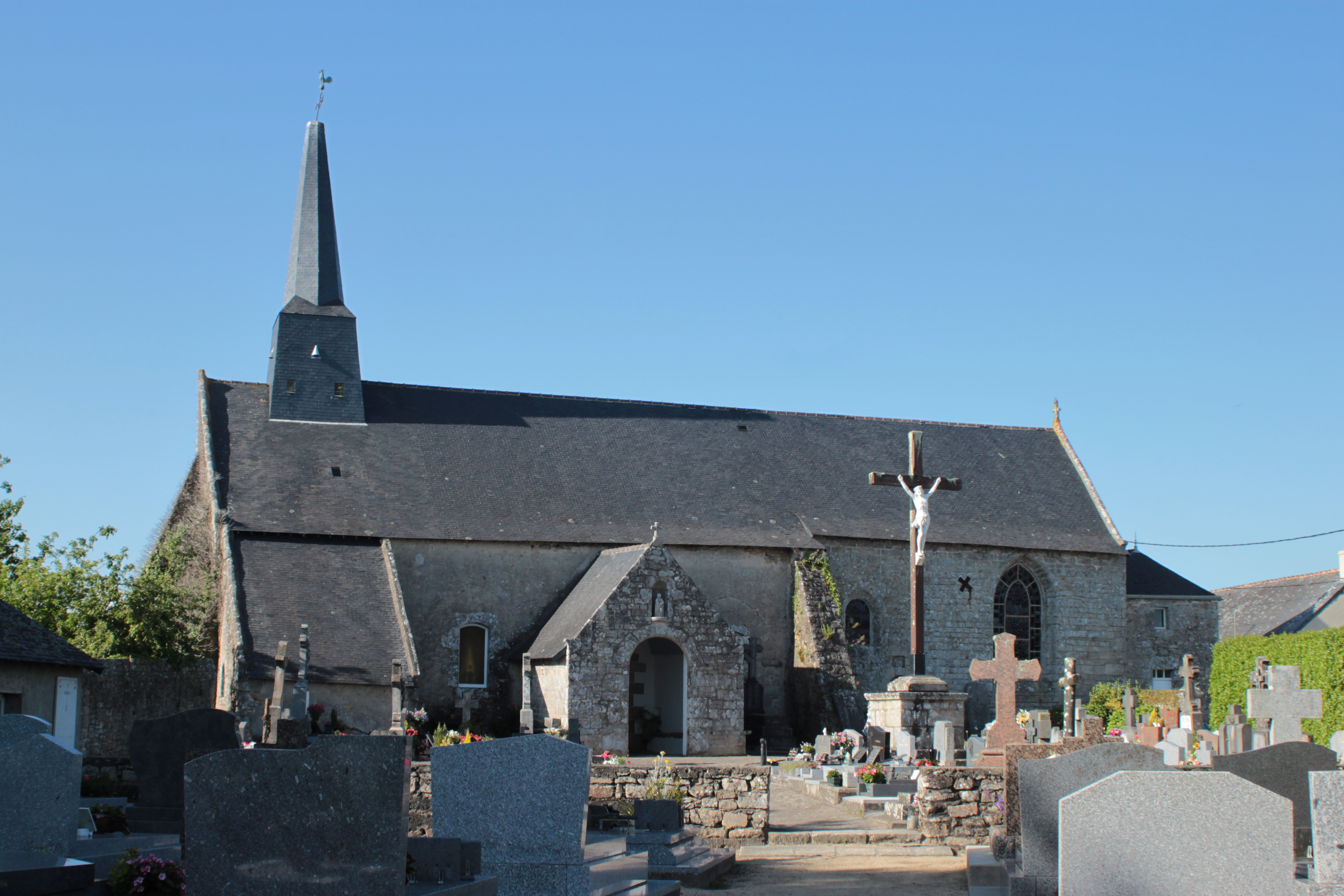
Kirche Saint-Goal in Locoal
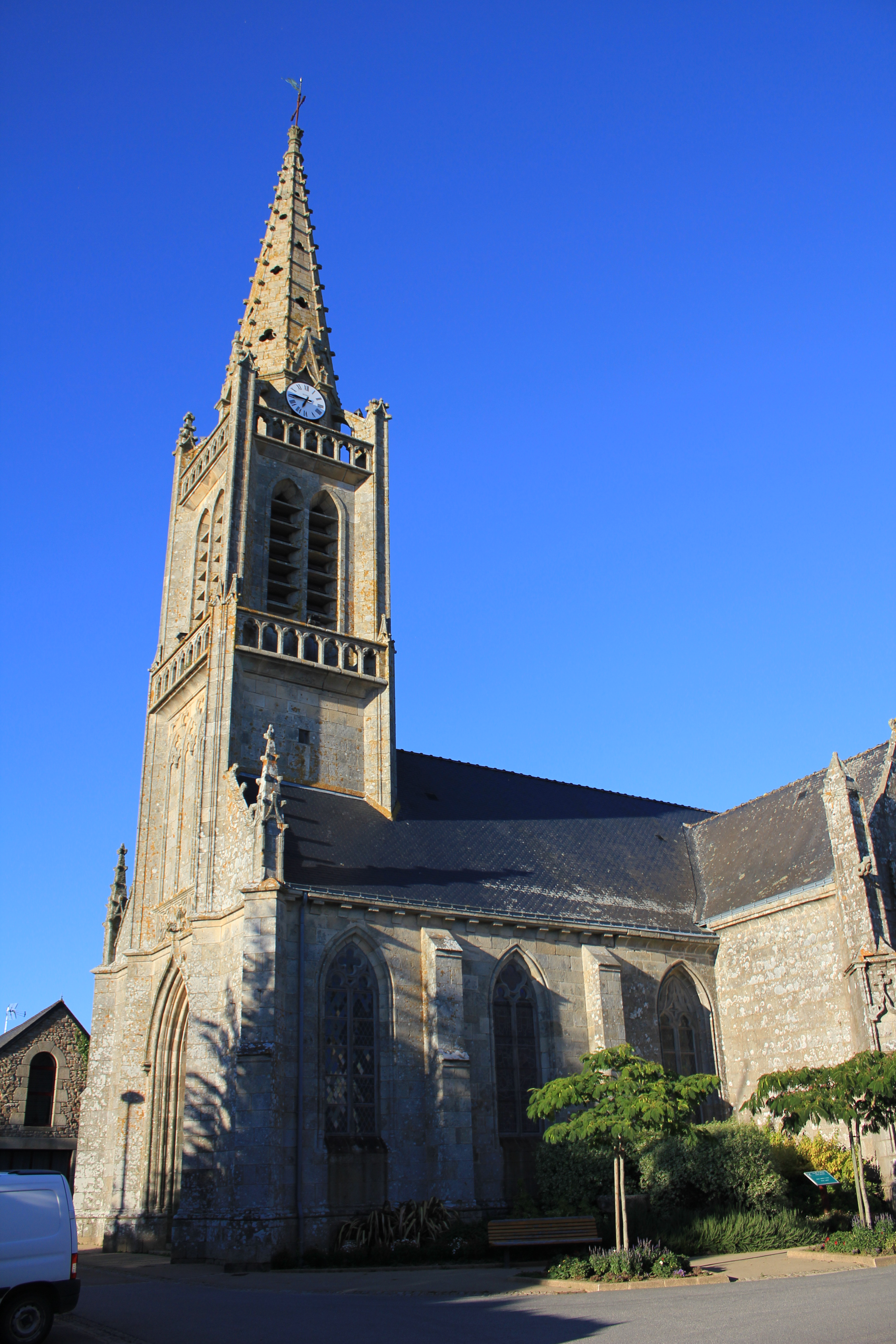
Kirche Saint-Pierre in Mendon

## Wirtschaft und Infrastruktur
Während die Mitte und der Osten um die Siedlungsschwerpunkte Mendon und Lapaul landwirtschaftlich geprägt ist, werden die westlichen Gemeindeteile von der Wasserlage und den Gezeitenströmen der Ria d’Étel beeinflusst. Wie überall an der Ria sind auch hier Austernzuchtanlagen angesiedelt.
Im Nordosten der Gemeinde liegt nördlich der N165 ein kleines Industriegebiet.

## Verkehr
Die Gemeinde wird im Nordosten von der Schnellstraße N165 (Brest – Quimper – Lorient – Vannes – Nantes) gestreift. Die Auffahrt zur N165 liegt in der nördlichen Nachbargemeinde Landaul an der D16, die den Ortsteil Mendon mit Landaul und Pluvigner im Nordosten sowie Belz und Étel im Südwesten verbindet.
Außerhalb des Schülerverkehrs wird das Gemeindegebiet lediglich am Markttag von Auray vom öffentlichen Personennahverkehr bedient. Ca. einen Kilometer nördlich der Gemeindegrenze liegt der Bahnhof Landaul-Mendon, an dem mehrmals täglich Regionalzüge der TER Bretagne (Strecke Lorient – Vannes) halten (Stand: Dezember 2013). Der nächste Bahnhof mit Fernverkehrsanschluss liegt in Auray, nächstgelegener Flughafen ist Lorient Bretagne Sud.

## Söhne- und Töchter der Stadt
- André Gahinet (* 1941), Autorennfahrer